# 羽扇槭
羽扇槭（学名：Acer japonicum）是无患子科槭属的植物。分布在日本以及中国大陆的江苏、辽宁等地，目前已由人工引种栽培。
其种加词“japonicum”意为“日本的”。

## 别名
‘乌头叶’日本槭（《园林树木学》陈有民 主编）